# 29-та паралель північної широти
29-та паралель північної широти — лінія широти, що лежить на 29 градусів північніше земної екваторіальної площини. Вона проходить через Північну Африку, Азію, Тихий океан, Північну Америку та Атлантичний океан.
На цій широті під час літнього сонцестояння сонце видно 14 годин, а під час зимового сонцестояння — 10 годин 18 хвилин.. Найпівнічніша точка, в якій Місяць може пройти через зеніт у якийсь момент протягом 18,6 річного циклу сароса, лежить трохи південніше цієї паралелі.

## Список географічних об'єктів, що перетинає 29° пн. ш.
Починаючи з Гринвіцького меридіану та рухаючись на схід, 29-та паралель північної широти проходить через:
| Координати                                                   | Країна, територія або море | Примітки |
| ------------------------------------------------------------ | -------------------------- | --- |
| 29°0′ пн. ш. 0°0′ сх. д. / 29.000° пн. ш. 0.000° сх. д.      | Алжир                      | |
| 29°0′ пн. ш. 9°52′ сх. д. / 29.000° пн. ш. 9.867° сх. д.     | Лівія                      | |
| 29°0′ пн. ш. 25°0′ сх. д. / 29.000° пн. ш. 25.000° сх. д.    | Єгипет                     | |
| 29°0′ пн. ш. 32°37′ сх. д. / 29.000° пн. ш. 32.617° сх. д.   | Червоне море               | Суецька затока |
| 29°0′ пн. ш. 33°11′ сх. д. / 29.000° пн. ш. 33.183° сх. д.   | Єгипет                     | Проходить через Синайський півострів                                                                                       |
| 29°0′ пн. ш. 34°41′ сх. д. / 29.000° пн. ш. 34.683° сх. д.   | Червоне море               | Акабська затока |
| 29°0′ пн. ш. 34°52′ сх. д. / 29.000° пн. ш. 34.867° сх. д.   | Саудівська Аравія          | |
| 29°0′ пн. ш. 47°27′ сх. д. / 29.000° пн. ш. 47.450° сх. д.   | Кувейт                     | |
| 29°0′ пн. ш. 48°10′ сх. д. / 29.000° пн. ш. 48.167° сх. д.   | Перська затока             | |
| 29°0′ пн. ш. 50°56′ сх. д. / 29.000° пн. ш. 50.933° сх. д.   | Іран                       | |
| 29°0′ пн. ш. 61°31′ сх. д. / 29.000° пн. ш. 61.517° сх. д.   | Пакистан                   | Белуджистан Пенджаб |
| 29°0′ пн. ш. 72°51′ сх. д. / 29.000° пн. ш. 72.850° сх. д.   | Індія                      | Раджастхан Хар'яна Уттар-Прадеш Уттаракханд                                                                                |
| 29°0′ пн. ш. 80°8′ сх. д. / 29.000° пн. ш. 80.133° сх. д.    | Непал                      | |
| 29°0′ пн. ш. 84°9′ сх. д. / 29.000° пн. ш. 84.150° сх. д.    | КНР                        | Тибет |
| 29°0′ пн. ш. 94°10′ сх. д. / 29.000° пн. ш. 94.167° сх. д.   | Індія                      | Аруначал-Прадеш |
| 29°0′ пн. ш. 96°11′ сх. д. / 29.000° пн. ш. 96.183° сх. д.   | КНР                        | Тибет — приблизно на 12 км                                                                                                 |
| 29°0′ пн. ш. 96°18′ сх. д. / 29.000° пн. ш. 96.300° сх. д.   | Індія                      | Аруначал-Прадеш — приблизно на 17 км                                                                                       |
| 29°0′ пн. ш. 96°29′ сх. д. / 29.000° пн. ш. 96.483° сх. д.   | КНР                        | Тибет Юньнань — приблизно на 14 км Сичуань Чунцін Гуйчжоу Чунцін — приблизно на 10 км Гуйчжоу Чунцін Хунань Цзянсі Чжецзян |
| 29°0′ пн. ш. 121°41′ сх. д. / 29.000° пн. ш. 121.683° сх. д. | Східнокитайське море       | Проходить між островами Камінонедзіма[en] і Такарадзіма[en], Японія                                                        |
| 29°0′ пн. ш. 129°7′ сх. д. / 29.000° пн. ш. 129.117° сх. д.  | Тихий океан                | |
| 29°0′ пн. ш. 118°23′ зх. д. / 29.000° пн. ш. 118.383° зх. д. | Мексика                    | Проходить через острів Гвадалупе                                                                                           |
| 29°0′ пн. ш. 118°18′ зх. д. / 29.000° пн. ш. 118.300° зх. д. | Тихий океан                | |
| 29°0′ пн. ш. 114°36′ зх. д. / 29.000° пн. ш. 114.600° зх. д. | Мексика                    | Проходить через півострів Каліфорнія                                                                                       |
| 29°0′ пн. ш. 113°33′ зх. д. / 29.000° пн. ш. 113.550° зх. д. | Каліфорнійська затока      | |
| 29°0′ пн. ш. 113°8′ зх. д. / 29.000° пн. ш. 113.133° зх. д.  | Мексика                    | Проходить через крайній південь острова Анхель-де-ла-Гуарда[en]                                                            |
| 29°0′ пн. ш. 113°7′ зх. д. / 29.000° пн. ш. 113.117° зх. д.  | Каліфорнійська затока      | |
| 29°0′ пн. ш. 112°30′ зх. д. / 29.000° пн. ш. 112.500° зх. д. | Мексика                    | Проходить через острів Тібурон і материк Проходить через Ермосійо                                                          |
| 29°0′ пн. ш. 103°17′ зх. д. / 29.000° пн. ш. 103.283° зх. д. | США                        | Техас — приблизно на 17 км                                                                                                 |
| 29°0′ пн. ш. 103°7′ зх. д. / 29.000° пн. ш. 103.117° зх. д.  | Мексика                    | |
| 29°0′ пн. ш. 100°39′ зх. д. / 29.000° пн. ш. 100.650° зх. д. | США                        | Техас |
| 29°0′ пн. ш. 95°13′ зх. д. / 29.000° пн. ш. 95.217° зх. д.   | Мексиканська затока        | |
| 29°0′ пн. ш. 89°22′ зх. д. / 29.000° пн. ш. 89.367° зх. д.   | США                        | Проходить через дельту Міссісіпі[en], Луїзіана                                                                             |
| 29°0′ пн. ш. 89°9′ зх. д. / 29.000° пн. ш. 89.150° зх. д.    | Мексиканська затока        | |
| 29°0′ пн. ш. 82°46′ зх. д. / 29.000° пн. ш. 82.767° зх. д.   | США                        | Флорида |
| 29°0′ пн. ш. 80°52′ зх. д. / 29.000° пн. ш. 80.867° зх. д.   | Атлантичний океан          | Проходить північніше острова Ла-Пальма, Канарські острови, Іспанія                                                         |
| 29°0′ пн. ш. 13°49′ зх. д. / 29.000° пн. ш. 13.817° зх. д.   | Іспанія                    | Проходить через острів Лансароте                                                                                           |
| 29°0′ пн. ш. 13°29′ зх. д. / 29.000° пн. ш. 13.483° зх. д.   | Атлантичний океан          | |
| 29°0′ пн. ш. 10°33′ зх. д. / 29.000° пн. ш. 10.550° зх. д.   | Марокко                    | |
| 29°0′ пн. ш. 8°14′ зх. д. / 29.000° пн. ш. 8.233° зх. д.     | Алжир                      | |